# Стрельников, Иван Степанович
Ива́н Степа́нович Стре́льников (30 марта (11 апреля) 1886 — не ранее 1935) — русский лётчик, герой Первой мировой войны. Участник Белого движения, генерал-майор (1920).

## Биография
Православный, из крестьян, уроженец Тамбовской губернии. Общее образование получил в Новочеркасском реальном училище (окончил пять классов).
В сентябре 1906 года вступил в военную службу вольноопределяющимся 2-го разряда. В августе 1909 года окончил Тифлисское пехотное юнкерское училище, откуда был выпущен подпоручиком в 1-й Восточно-Сибирский стрелковый полк (с 1910 года — 1-й Сибирский стрелковый полк). 15 октября 1912 года произведен в поручики.
В 1912 году командирован на учёбу в Офицерскую воздухоплавательную школу (в Гатчине), в 1913 году окончил теоретические авиационные курсы при Санкт-Петербургском политехническом институте и откомандирован в Офицерскую школу авиации отдела воздушного флота (в Севастополе), по окончании которой в том же году получил звание «военный лётчик».

Участник Первой мировой войны. В начале войны состоял младшим офицером 20-го корпусного авиационного отряда. Пожалован Георгиевским оружием: 
…за то, что 8 ноября 1914 года, когда все виды связи Верховным Главнокомандующим и Главнокомандующим армиями фронта с армиями были утрачены, получив распоряжение доставить во что бы то ни стало командующему армией приказание чрезвычайной важности Верховного Главнокомандующего, вылетел на аэроплане при исключительно неблагоприятных атмосферных условиях и неоднократно обстреливаемый противником, установил прерванную связь и доставил приказание, а возвратившись обратно, пройдя около 300 верст, ориентировал в положении дел на фронте и армий.
Произведен 31 декабря 1914 года в штабс-капитаны «за отличия в делах против неприятеля». В 1915 году был назначен начальником 6-го корпусного авиационного отряда, оставаясь в списках 1-го Сибирского стрелкового полка.

18 апреля 1916 года «за отличия в делах против неприятеля» произведен в капитаны. Удостоен ордена Св. Георгия 4-й степени: 
…за то, что, будучи начальником 6-го корпусного авиационного отряда, в чине штабс-капитана, 5, 6 и 22 января 1916 года, неоднократно подвергая свою жизнь несомненной опасности, под огнём артиллерии противника, при крайне трудных атмосферических условиях, произвёл в высшей степени ценную воздушную фотографическую съёмку позиций неприятеля на фронте всей армии.
8 ноября 1916 года назначен командующим авиационным дивизионом при Дунайской армии.
В конце декабря 1916 или в начале января 1917 года был назначен командующим 6-м авиационным дивизионом, а 18 января 1917 года произведен в подполковники, с утверждением в этой должности. 13 октября 1917 года произведен в полковники. В конце 1917 года был назначен председателем комиссии по переправке из портов Северного моря авиационного и воздухоплавательного имущества, закупленного за границей.
В Гражданскую войну участвовал в «белом» движении на Юге России. С мая 1918 года служил в Донской армии, стал одним из создателей Донской авиации. Был командиром 1-го самолётного дивизиона. В 1919 году был назначен помощником начальника Авиационного отдела по оперативной части, в каковой должности оставался до 26 апреля 1920 года. 
Иван Стрельников был личным пилотом командующего Донской армии генерал-лейтенанта В. И. Сидорина. Мемуарист писал: "Стрельников слыл за сидоринского «извозчика», так как командарм только одному ему доверялся в своих постоянных полётах по фронту на аэроплане".
Произведен в генерал-майоры 29 марта 1920 года. Эмигрировал из Крыма до осени 1920 года, после суда над Сидориным и Кельчевским.
В эмиграции — в Югославии. Умер в Сараево, там же и похоронен.

## Награды
- Медаль «В память 300-летия царствования Дома Романовых» (1913)
- Орден Святого Станислава 3-й степени «за окончание в 1913 году Офицерской школы авиации отдела воздушного флота» (ВП 17.12.1913)
- Орден Святой Анны 3-й степени с мечам и бантом (ВП 24.01.1915)
- Георгиевское оружие (ВП 02.05.1915)
- Орден Святой Анны 4-й степени с надписью «За храбрость» (ВП 30.05.1915)
- Орден Святого Станислава 2-й степени с мечами (ВП 09.10.1916)
- Орден Святого Владимира 4-й степени с мечами и бантом (ВП 25.10.1916)
- Орден Святого Георгия 4-й степени (ВП 24.12.1916)